# 이은철 (배우)
이은철(1957년 1월 24일 ~ )은 대한민국의 배우이다.

## 이력
1979년 연극배우 첫 데뷔한 그는 1982년 MBC 15기 공채 탤런트 정식 데뷔하였다.

## 출연 작품

### 드라마
- 2009년 《돌아온 일지매》 - 윤방 역
- 2007년 《고맙습니다》 - 마약을 달라고 하는 남자 역
- 2006년 《사랑과 야망》
- 2005년 《제5공화국》 - 삼청교육대 교관 역
- 2004년 《영웅시대》
- 2002년 《내 이름은 공주》
- 2001년 《결혼의 법칙》
- 2001년 《홍국영》 - 김기성 역
- 2000년 《사랑은 아무나 하나》
- 2000년 《세 친구》
- 1999년 《허준》 - 영달 역
- 1999년 《왕초》
- 1999년 《우리가 정말 사랑했을까》
- 1998년 《사랑과 성공》
- 1998년 《홍길동》
- 1998년 《삼김시대》
- 1997년 《내가 사는 이유》
- 1997년 《남자 셋 여자 셋》
- 1996년 《임꺽정》
- 1995년 《우리들의 넝쿨》
- 1992년 《아들과 딸》
- 1990년 《몽실언니》
- 1983년 《3840 유격대》
- 1982년 《전원일기》

### 영화
- 2001년 《광시곡》

## 경력
- 2001년 MBC 탤런트회 운영위원장
- 1998년 한국방송예술인노동조합 대의원
- 1998년 MBC 탤런트실 총무